# Itaporã
Itaporã là một đô thị thuộc bang Mato Grosso do Sul, Brasil. Đô thị này có diện tích 1322,003 km², dân số năm 2007 là 18525 người, mật độ 14,01 người/km².